# 第11弦乐四重奏 (贝多芬)
F小调第11號弦樂四重奏《严肃》，是路德维希·范·贝多芬第95號作品，作于1810年的四乐章弦乐四重奏。该作品短小精悍，是贝多芬同类作品中篇幅最小者。贝多芬原打算将此作品局限在小圈子内，直到1816年才正式出版。该作品结构十分紧凑，情绪起伏剧烈，是贝多芬中期的代表作。時長約為20分鐘左右。

## 分析
本曲四樂章如下：
1. Allegro con brio
2. Allegretto ma non troppo
3. Allegro assai vivace ma serioso - Trio
4. Larghetto espressivo - Allegretto agitato

## 錄音推薦
- Alban Berg Quartett.  Vol. 2. EMI Records Ltd. 1993. Barcode 077775459227.

## 參看
- 贝多芬中期弦乐四重奏

## 外部連結
- 貝多芬第11號弦樂四重奏：国际乐谱典藏计划上的乐谱